# 신베이구

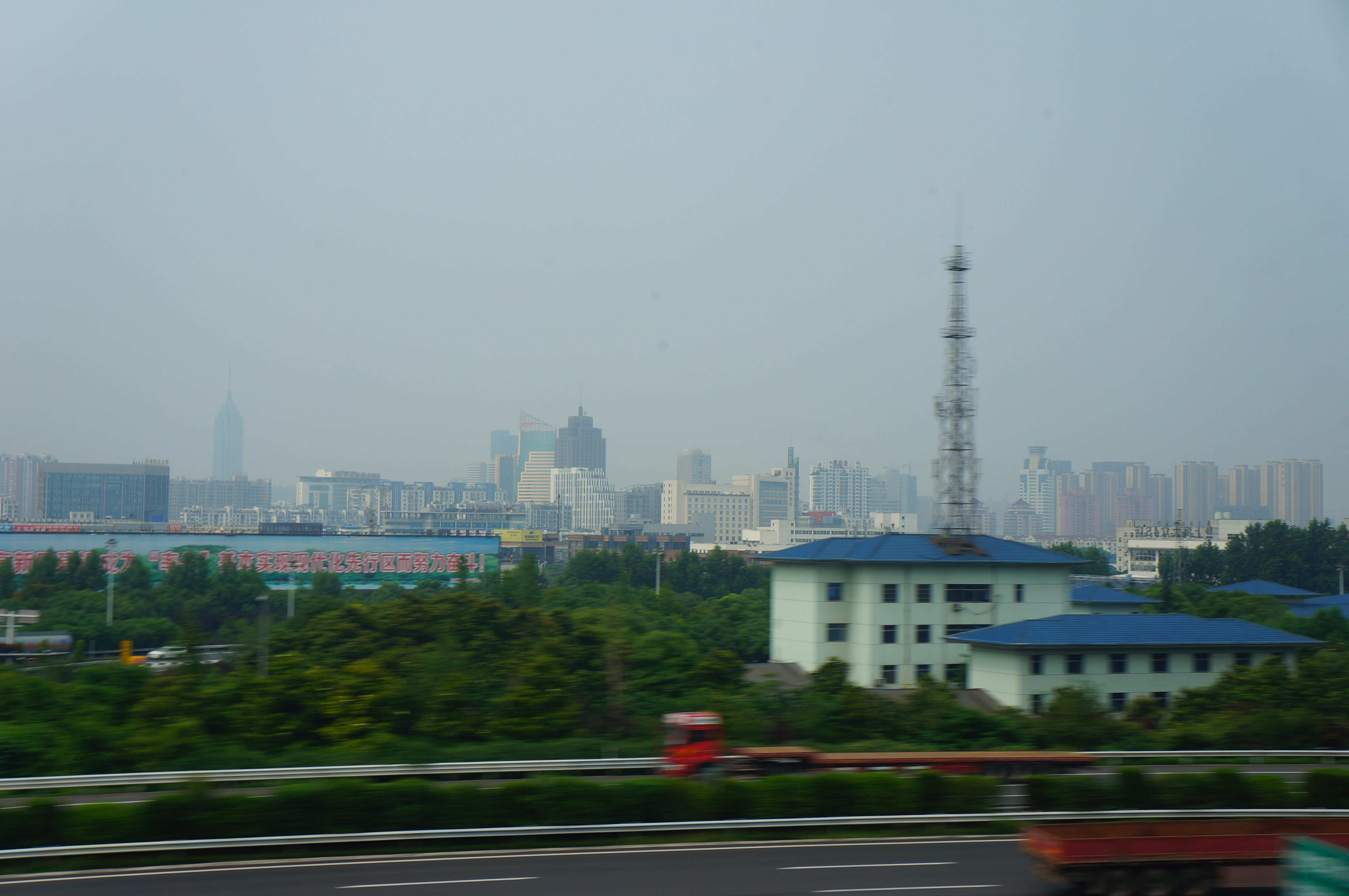

신베이구(한국어: 신북구, 중국어: 新北区, 병음: Xīnběi Qū)는 중화인민공화국 장쑤성 창저우 시의 행정구역이다. 지역의 언어는 우어의 창저우 방언을 사용한다. 넓이는 2235km2이고, 인구는 2007년 기준으로 250,000명이다.
구는 1992년 8월에 지방 정부에 의해 첨단 제조업구로 지정되었다. 지방에서의 업무는 지역 정부에 의해 우대를 받는다. 7636개의 국내외 기업이 있고 이 중 18개가 포춘지 선정 글로벌 500대 기업에 포함되었다. 그 결과 이민 사회의 요구에 맞춰 수많은 외국 스타일의 식당과 술집이 세워졌다.
신베이에는 또한 허하이 대학(河海大学)의 창저우 캠퍼스와 창저우 국제 학교가 있다.

## 행정 구역
3개 가도, 6개 진을 관할한다.
- 가도: 河海街道, 三井街道, 龍虎塘街道.
- 진: 春江鎮, 孟河鎮, 新橋鎮, 薛家鎮, 羅溪鎮, 西夏墅鎮.

## 같이 보기
- 중관춘